# Autoridade de Trânsito da Área Metropolitana de Washington
A Autoridade de Trânsito da Área Metropolitana de Washington (em inglês: Washington Metropolitan Area Transit Authority), conhecida pela abreviatura WMATA comumente chamada de Metro, é uma agência de transporte público que opera serviços de transporte na área metropolitana de Washington, D. C.. A WMATA foi criada pelo Congresso dos Estados Unidos como um pacto interestadual entre Washington, D.C., Maryland e Virgínia.
A WMATA fornece serviços de trânsito rápido sob o nome Metrorail, serviço de ônibus de rota fixa sob a marca Metrobus e serviço de transporte acessível sob a marca MetroAccess. Em 2023, o sistema transportou 239.741.800 passageiros, com uma média de aproximadamente 871.000 por dia útil no primeiro trimestre de 2024.
A WMATA possui sua própria força policial, o Departamento de Polícia de Trânsito do Metrô. O conselho de diretores da autoridade consiste em dois representantes votantes de cada um dos governos federal dos Estados Unidos, Maryland, Virgínia e do distrito de Columbia. Cada jurisdição também nomeia dois representantes suplentes. A WMATA não tem autoridade tributária independente e depende de suas jurisdições membros para investimentos de capital e financiamento operacional.
Além das operações em andamento, a WMATA participa do planejamento de transporte regional. Projetos recentes incluem uma estação de preenchimento que atende Potomac Yard, uma extensão do Metrorail para o Aeroporto Internacional de Dulles e linhas de bonde na Virgínia do Norte.

## História

### Planejamento e criação
A partir da metade do século XIX, a área de Washington, D. C. foi atendida por uma variedade de linhas de ônibus privadas e serviços de bonde, incluindo extensões dos bondes da Virgínia do Norte. Com o tempo, a maioria foi absorvida pela Capital Transit Company, fundada em 1º de dezembro de 1933, após a fusão da Washington Railway and Electric Company, Capital Traction e da empresa de ônibus Washington Rapid Transit. O financista Louis Wolfson adquiriu a empresa no ano de 1949, mas teve sua franquia revogada em 1955, em meio a uma greve. O Congresso então concedeu uma concessão de 20 anos a O. Roy Chalk, com a condição de que ele substituísse os bondes restantes da cidade por ônibus até  o ano de 1963. A empresa passou a ser conhecida como DC Transit.
No mesmo ano que Chalk assume as operações do metrô, o Mass Transportation Survey tentou construir sistemas de auto-estradas e de transportes coletivos suficientes para satisfazer as necessidades da área de Washington no ano de 1980. Em 1959, o relatório final do estudo recomendou a construção de duas linhas de metrô no centro de Washington. O Congresso respondeu ao relatório promulgando o Ato de Transporte da Capital Nacional de 1960 para coordenar o planejamento futuro de transporte para a área. O ato criou uma nova agência federal chamada Agência de Transporte da Capital Nacional (NCTA). No entanto, o relatório de 1959 também recomendou a construção extensiva de rodovias dentro do Distrito de Columbia. Os moradores conseguiram lobby para uma moratória na construção de rodovias, que se tornou parte de um movimento chamado "revoltas das rodovias."
O relatório da NCTA, de novembro de 1962, incluía uma proposta para um sistema ferroviário de 143 quilômetros e 793 milhões de dólares. O custo total do sistema rodoviário e ferroviário proposto era inferior ao plano de 1959 devido à eliminação de autoestradas controversas. O plano foi apoiado pelo então presidente dos Estados Unidos, John F. Kennedy, mas teve a oposição dos defensores das rodovias no Congresso, que reduziram o sistema ferroviário a apenas trinta e sete quilômetros no Distrito de Columbia. No entanto, essa proposta foi derrotada pelo Congresso pouco depois da morte de Kennedy. A Lei dos Transportes Urbanos de Massa de 1964 foi aprovada pelo Congresso, que prometeu 66% de financiamento federal para projetos de transportes urbanos de massa. Encorajado pela nova lei, o NCTA recomendou a formação de uma entidade privada ou de uma autoridade interestadual para operar o sistema utilizando mais fundos não federais. No dia 8 de setembro de 1965, o presidente Lyndon B. Johnson assinou a Lei de Transportes da Capital Nacional de 1965, aprovando a construção de um sistema de trânsito rápido de quarenta quilômetros.
A NCTA alinhou os interesses de três estados: Washington, Maryland e Virgínia para a formação de um órgão interestadual, para que todos os interesses pudessem ser representados. O pacto interestadual foi firmado e de acordo com a Constituição dos Estados Unidos, todo o acordo desse gênero tem de ser aprovado pelo Congresso. Após o pacto da Autoridade de Trânsito da Área Metropolitana de Washington ter sido aprovado pela Assembleia Geral de Maryland em 1965, e passado pela Assembleia Geral da Virgínia e pelo Congresso em 1966, a WMATA foi fundada em 20 de fevereiro de 1967.
Por ser uma agência governamental, o pacto concede à WMATA imunidade soberana por todas as três jurisdições em que opera e, exceto por certas exceções limitadas, a autoridade não pode ser processada com sucesso a menos que renuncie à imunidade. De acordo com as disposições do pacto, a autoridade é legalmente incorporada no Distrito de Columbia, onde a WMATA mantém sua sede de operações.

### Construção e início das operações

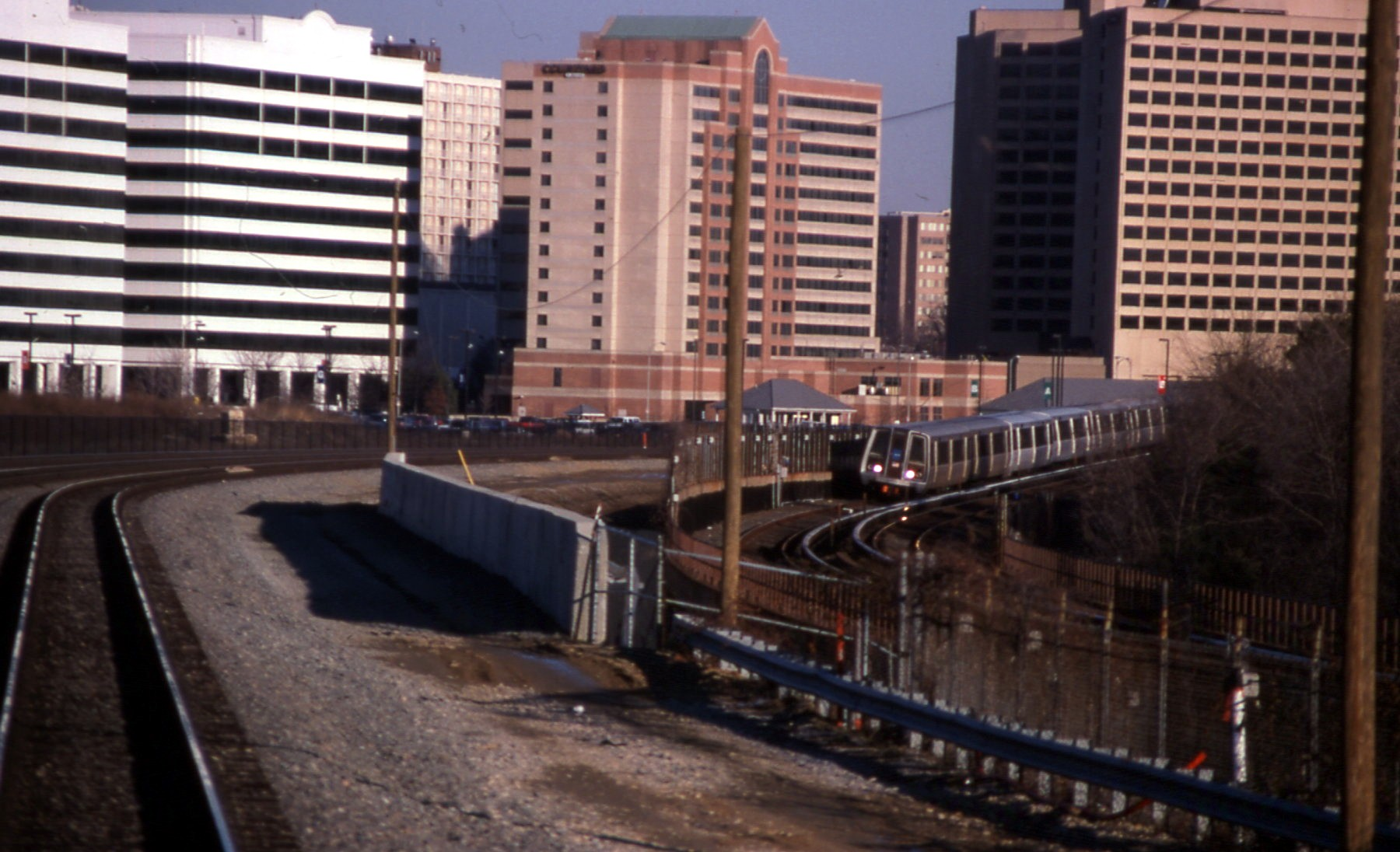
Um vagão do Metrô de Washington em 1999.

A WMATA iniciou as obras de seu sistema de trens no ano de 1969. A primeira parte do sistema Metrorail foi inaugurada em 27 de março de 1976, conectando Farragut North à Rhode Island Avenue na Linha Vermelha. Os Os 166 quilômetros do sistema original composto por 83 estações foram concluídos em 13 de janeiro de 2001, com a inauguração do segmento da Linha Verde de Anacostia até Branch Avenue.

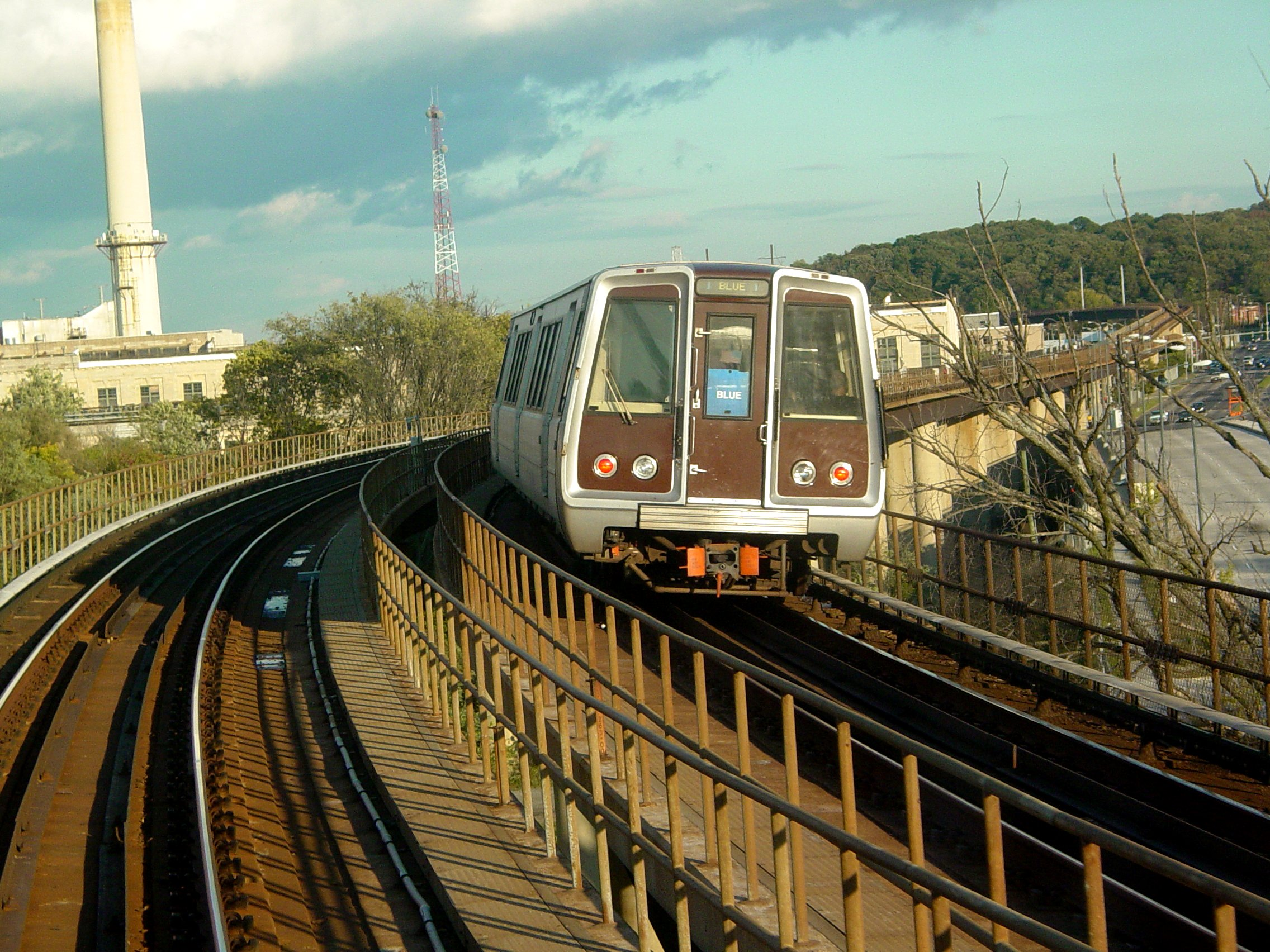
Um vagão Breda Série 3000 do Metrô de Washington na rota da Linha Azul em outubro de 2005.

O sistema de ônibus da WMATA é sucessor de quatro empresas de ônibus privadas. Enquanto o pacto original da WMATA previa apenas o serviço ferroviário, em 1970 a necessidade de serviços de ônibus para conectar os passageiros às estações ferroviárias levou a pedidos de autoridade para uma reforma de todo o sistema de ônibus. O pacto foi emendado em 1971, permitindo que a autoridade operasse ônibus e assumisse as empresas de ônibus. Após meses de negociação com Chalk sem produzir um preço acordado, em 14 de janeiro de 1973, a WMATA condenou a DC Transit e sua empresa irmã, a Washington, Virginia and Maryland Coach Company, e adquiriu seus ativos por 38,2 milhões de dólares. Em 4 de fevereiro, adquiriu a Alexandria, Barcroft and Washington Transit Company, que operava na Virgínia do Norte, e a WMA Transit Company do Condado de Prince George'spor $4,5 milhões. Embora a AB&W e a WMA Transit estivessem em melhor condição financeira do que a DC Transit, seus proprietários não desejavam competir com um sistema de ônibus público e solicitaram a tomada de controle.
No ano de 1979, uma organização conhecida como Metro 2001, Inc., planejou escrever uma história do desenvolvimento do sistema de Metro para a WMATA usando documentos como transcrições de audiências do Congresso, correspondência e mapas. No entanto, este plano, foi abandonado em 1985, e os materiais que tinham sido recolhidos até essa altura (1930-1984) foram doados à Universidade George Washington. Esta coleção de materiais está atualmente sob a alçada do Centro de Investigação de Colecções Especiais da GWU, localizado na Biblioteca Estelle e Melvin Gelman.
Em 1998, o Congresso alterou o nome do Aeroporto Nacional de Washington para Aeroporto Nacional Ronald Reagan de Washington, embora a lei não tenha atribuído dinheiro para implementar a mudança de nome. Como resultado, a WMATA não alterou o nome da estação do Aeroporto Nacional (que nunca incluiu o nome completo do aeroporto). Em resposta a pedidos repetidos de congressistas republicanos para que a estação fosse renomeada, a WMATA declarou que as estações só são renomeadas a pedido da jurisdição local. Como tanto o Condado de Arlington como o Distrito de Columbia eram controlados por membros do partido Democrata, a mudança de nome foi bloqueada. Finalmente, em 2001, o Congresso tornou a alteração do nome da estação uma condição para a obtenção de maior financiamento federal.

### Impactos da Grande Recessão
Em resposta a uma cobrança de pagamento imediato de uma dívida de US$ 43 milhões, a WMATA solicitou uma ordem de restrição temporária contra o banco belga, KBC Bank, ou seja o postergamento da dívida. A KBC alegou que a WMATA estava em inadimplência técnica de um contrato após o colapso da American International Group, que havia garantido o empréstimo que a KBC fez à WMATA em 2002. O contrato envolvia a venda à KBC dos vagões ferroviários da WMATA, que foram então arrendados de volta à WMATA. A agência de trânsito solicitou uma liminar do Tribunal Distrital dos EUA no Distrito de Columbia em 29 de outubro de 2008.
Após três dias de negociações no tribunal federal, a juíza Rosemary M. Collyer anunciou um acordo em 14 de novembro de 2008. A WMATA tinha catorze contratos de arrendamento semelhantes com outras instituições financeiras quando o caso KBC foi a julgamento. Isenções foram solicitadas aos bancos para dar tempo à WMATA de substituir a AIG por outra seguradora ou garantias do governo federal.
Em 2009, a WMATA emitiu duas novas séries de títulos municipais, elevando o total de títulos em circulação para 390 milhões de dólares, em 30 de junho de 2010. Isso incluiu 55 milhões de dólares em títulos Build America emitidos em 2009 sob a Lei de Recuperação e Reinvestimento Estadunidense de 2009, que são parcialmente financiados pelo governo federal.
Em 14 de janeiro de 2010, o diretor-geral John B. Catoe anunciou a sua demissão do Metro, com efeitos a partir de 2 de abril de 2010. Foi substituído em 3 de abril de 2010 pelo gerente geral interino Richard Sarles. Sarles tornou-se um dos três finalistas a ser entrevistado para o cargo permanente, e mais tarde tornou-se o diretor-geral permanente a 27 de janeiro de 2011. Jack Requa tornou-se o diretor-geral interino após a reforma de Sarles, a 16 de janeiro de 2015.

## Organização

### Conselho de administração
A WMATA foi originalmente constituída com um conselho de administração composto por doze membros. Desses, seis eram membros votantes e seis eram suplentes. Em resposta à Lei de Investimento e Melhoria em Ferrovias de Passageiros de 2008, o Pacto WMATA foi alterado em 19 de agosto de 2009, para permitir a nomeação de quatro membros adicionais para o conselho pelo governo federal, elevando o total para dezesseis.
Em março de 2018, havia o conselho de administração era composto por dezesseis conselheiros: oito votantes e oito suplentes. Virgínia, Maryland e o Distrito nomearam, cada um, dois membros votantes e dois membros suplentes. O Governo Federal, por meio da Administração de Serviços Gerais, está autorizado a nomear até dois membros votantes e dois suplentes, mas havia nomeado apenas dois membros votantes e um suplente.
Os membros do conselho servem sem remuneração, mas podem ser reembolsados pelas despesas reais. O conselho nomeia um gerente geral como diretor-executivo para supervisionar o funcionamento diário da autoridade. Sob o documento “Procedimentos para o Conselho de Administração da WMATA”, nenhum dos membros individuais do conselho, incluindo o presidente, tem qualquer poder para agir relativamente ao funcionamento da autoridade ou para emitir instruções ao gerente geral ou aos funcionários; apenas todo o conselho, como órgão, tem o poder de instruir o gerente geral. O documento afirma : "A autoridade do Conselho de Administração pertence ao órgão coletivo e não aos seus membros individuais. Assim, o Conselho, ao estabelecer ou fornecer quaisquer políticas, ordens, orientações ou instruções ao Gerente Geral ou ao pessoal da WMATA, atuará como um órgão. Nenhum Membro individualmente deverá dirigir ou supervisionar o Gerente Geral ou qualquer funcionário ou contratado da WMATA."
O conselho aprova o orçamento anual da WMATA. O orçamento foi de aproximadamente 3 bilhões de dólares no ano fiscal de 2019. Nesse mesmo ano também houve 40,3% das receitas provenientes de contribuições de capital, 23,2% de receitas de passageiros, 31,7% de financiamento de operações de jurisdição local, 3,5% de receitas de juros, 1,6% de receitas de publicidade, 0,9% de receitas de aluguel e 0,2% de outras fontes.
No mês de julho de 2018, o conselho da WMATA tinha os seguintes comitês permanentes: Executivo, Finanças e Capital, Capital e Planejamento Estratégico e Segurança e Operação.
O cargo de presidente do conselho gira entre as três jurisdições. O Artigo III, Secção 5, do Pacto especifica o método de nomeação. O Pacto proíbe a WMATA de empregar remuneração aos membros do conselho. No entanto, Maryland paga aos membros do conselho votante em 20.000 mil dólares por ano e Virgínia paga 50 dólares por reunião. O Distrito de Columbia não compensa nenhum dos membros do seu conselho.
Em 17 de fevereiro de 2011, o presidente cessante do conselho da WMATA de 2010-11, Peter Benjamin, anunciou que estava deixando o conselho e seria substituído pelo ex-congressista e membro do partido Demcorata, Michael D. Barnes. O novo Comitê de Governança do conselho da WMATA, que na época era presidido por Mary Hynes, realizou sua primeira reunião e estabeleceu um plano de trabalho para desenvolver um novo relacionamento entre o conselho e a WMATA gerenciamento. O comitê redigirá um novo estatuto que definirá melhor a função e o mandato do Presidente do Conselho da WMATA. O Comitê de Governança também elaborará um código de conduta para os membros do conselho.

### Gerenciamento
O gerente geral é o diretor executivo da WMATA e comanda os funcionários, exceto o conselheiro geral, o inspetor geral e o secretário do conselho, que se reportam diretamente ao conselho. A WMATA possui um diretor de segurança que se reporta ao gerente geral. A segurança do sistema é revisada de forma independente pelo Comitê de Supervisão Interestadual e pelo Conselho Nacional de Segurança nos Transportes. No dia 4 de março de 2010, a Administração Federal de Trânsito dos Estados Unidos publicou uma auditoria do programa de Audit of the State Safety Oversight (SSO) program overseeing Metro which criticised the SSO as being underfunded and poorly trained. Em resposta, Virgínia, Maryland e o Distrito de Columbia aumentaram o financiamento e o treinamento de SSO para seus funcionários responsáveis pela supervisão de segurança no Metro.
Jackson Graham, general aposentado do Corpo de Engenheiros do Exército dos Estados Unidos que supervisionou o planejamento e a construção inicial do sistema Metrorail, foi o primeiro gerente geral. Graham aposentou-se em 1976 e foi substituído por Theodore C. Lutz. Richard S. Page, chefe da Administração de Transporte Urbano de Massa (nome da Administração Federal de Trânsito até 1991), assumiu como gerente geral da WMATA em 1979. Page renunciou em 1983, em meio a crescentes dificuldades financeiras para a WMATA. Foi substituída por Carmen E. Turner, que serviu por sete anos. O ex-chefe da Autoridade de Trânsito da Cidade de Nova Iorque, David L. Gunn, assumiu como chefe da WMATA em 1991, seguido por Lawrence G. Reuter em 1994, e Richard A. White em 1996.
White permaneceu uma década no cargo, onde trabalhou por esforços para melhorar a responsabilização e o diálogo com os passageiros. Isto incluiu auditorias independentes, reuniões municipais, chats online com White e outros funcionários administrativos e melhor sinalização nas estações. White tinha mais três anos de contrato para trabalhar no Metro, mas foi criticado por má gestão; no entanto, ele também foi "amplamente creditado por salvar o sistema Metrobus do colapso e por manter o metrô funcionando durante os ataques terroristas de 11 de setembro de 2001". Apesar desses esforços, no entanto, o conselho de administração demitiu White em 11 de janeiro de 2006. Dan Tangherlini substituiu White como gerente geral interino, a partir de 16 de fevereiro de 2006.
Tangherlini foi considerado um dos principais candidatos ao cargo mais importante do metrô em caráter permanente antes de renunciar para trabalhar como administrador da cidade de D.C. no governo do prefeito Adrian Fenty. No dia 6 de novembro de 2006, Tangherlini foi substituído como gerente geral interino por Jack Requa, gerente-chefe de ônibus da WMATA, John B. Catoe Jr., que anteriormente era vice-diretor executivo da Autoridade de Transporte Metropolitano do Condado de Los Angeles, tornou-se o oitavo gerente geral permanente da agência, em 25 de janeiro de 2007. Renunciou após três anos, após o acidente mais mortal da história do sistema Metrorail.
No dia 3 de abril de 2010, o conselho de administração nomeou Richard Sarles, ex-diretor executivo da New Jersey Transit, como gerente geral interino. Sarles, a época com 65 anos de idade, recebeu a oferta do cargo de gerente geral permanente, mas recusou a nomeação na época. No entanto, em 27 de janeiro de 2011, o Conselho anunciou que Sarles aceitou o cargo de gerente geral permanente da WMATA.
Com a aposentadoria de Sarles, o cargo de gerente geral foi preenchido por Paul Wiedefeld em 30 de novembro de 2015.
No dia 18 de janeiro de 2022, a WMATA anunciou que aposentaria-se dentro de um período de seis meses do metrô e o conselho de administração da WMATA conduziria uma busca nacional por seu substituto. No dia 10 de maio de 2022, a WMATA anunciou o atual presidente e diretor-executivo da Autoridade de Transporte Metropolitano da Capital, Randy Clarke, como seu novo gerente geral e diretor-executivo a partir do verão de 2022. Em 16 de maio de 2022, Wiedefeld anunciou que se aposentaria mais cedo, sendo Andy Off o gerente geral interino.

### Coordenação regional
O estatuto da agência orienta a WMATA a criar um sistema de trânsito regional unificado, coordenando outras agências públicas e privadas dentro de sua jurisdição. Exemplos de seus esforços de coordenação incluem: redução de serviços desnecessários e duplicados por outros sistemas de trânsito locais, fornecimento de cartões de tarifas 'SmarTrip' para ônibus operados por outras agências de trânsito locais e adição de horários de ônibus locais e rotas ferroviárias suburbanas (como MARC de Maryland e VRE da Virgínia) ao guia on-line "Trip Planner" da WMATA.

### Polícia de trânsito
O Congresso dos Estados Unidos estabeleceu o Departamento de Polícia de Trânsito Metropolitano (MTPD) em 4 de junho de 1976. Os policiais do MTPD têm jurisdição e poderes de prisão para crimes que ocorrem em toda a Zona de Trânsito de mais de três mil quilômetros quadrados que inclui Maryland, Virgínia e o Distrito da Colômbia.

### Inspetor geral
O Escritório do Inspetor Geral foi originalmente autorizado pela resolução do conselho 2006–18, aprovada pelo Conselho da WMATA em 20 de abril de 2006. Com as emendas promulgadas em 19 de agosto de 2009, o Escritório do Inspetor Geral tornou-se parte do WMATA Compact. Essa mudança foi uma das exigências para o subsídio federal de um bilhão e meio de dólares oferecido pelo Lei de Investimento e Melhoria em Ferrovias de Passageiros de 2008. Helen Lew tornou-se a primeira Inspetora Geral do Metrô em 14 de maio de 2007, estabelecendo o Escritório do Inspetor Geral da WMATA. Sua nomeação pelo conselho de diretores substituiu o antigo Escritório do Auditor Geral. Em 17 de abril de 2017, Geoffrey Cherrington substituiu Lew, que se aposentou, como inspetora geral. Ao contrário do Auditor Geral, o Inspetor Geral e seu escritório reportam-se diretamente ao conselho e são organizacionalmente independentes da gestão da WMATA.

### Metrô
Desde sua inauguração em 1976, a rede Metrorail cresceu para incluir seis linhas, 98 estações e 208 quilômetros de trilhos. Em 2023, é o segundo sistema de trânsito rápido mais movimentado dos Estados Unidos em média diária de passageiros, depois do Metrô de Nova York. O recorde de passageiros diários foi de 1,12 milhão em 20 de janeiro de 2009, o dia da Posse de Barack Obama, seguido pela Marcha das Mulheres em 21 de janeiro de 2017, com 1.001.613 viagens, um dia após a posse de Donald Trump. Em 2016, o Metrô teve quase 180 milhões de viagens. As tarifas variam com base na distância percorrida e no horário do dia. Os passageiros entram e saem do sistema usando um cartão de proximidade conhecido como SmarTrip. Os cartões SmarTrip também podem ser usados em smartphones através do Apple Pay e Google Pay. Os bilhetes com tarja magnética pararam de ser aceitos em 6 de março de 2016.
O Metrô oferece estacionamento para passageiros em 44 estações do Metrô. A maioria dos lotes funciona por ordem de chegada e enche rapidamente todos os dias. Trinta e seis estações oferecem estacionamento reservado, com clientes comprando permissões para estacionar em espaços especificados. Quatro estações do Metrô (Greenbelt, Huntington, Franconia–Springfield e Wiehle-Reston East) possuem espaços reservados para estacionamento por até dez dias. As taxas de estacionamento são pagas com cartão SmarTrip ou cartão de crédito. Pagamentos em dinheiro não são aceitos para taxas de estacionamento.
A WMATA publica uma página da web que é atualizada diariamente para notificar os usuários sobre interrupções em elevadores e escadas rolantes. A autoridade faz anúncios de pista que contradizem os padrões de segurança da indústria, incentivando os passageiros a "ficarem longe de peças móveis", incentivando as pessoas a ficarem de lado e diminuindo a velocidade de operação, o que tem o efeito de incentivar a caminhada nas escadas rolantes. Um circuito fechado de televisão monitora cada Metrobus e cada estação de BRT.

### Ônibus de trânsito rápido
Metroway é o sistema de ônibus de trânsito rápido (BRT) que a autoridade de trânsito opera desde 24 de agosto de 2014. A primeira fase é o Crystal City/Potomac Yard Transitway, que opera na Rota 1 em Arlington e Alexandria, Virgínia. É um corredor de oito quilômetros com 33 plataformas e 20 estações localizadas entre Pentagon City e Braddock Road.  A tarifa do BRT custa o mesmo que a do Metrobus, que é 2,00 dólares (usando dinheiro e SmarTrip).

### Metrobus

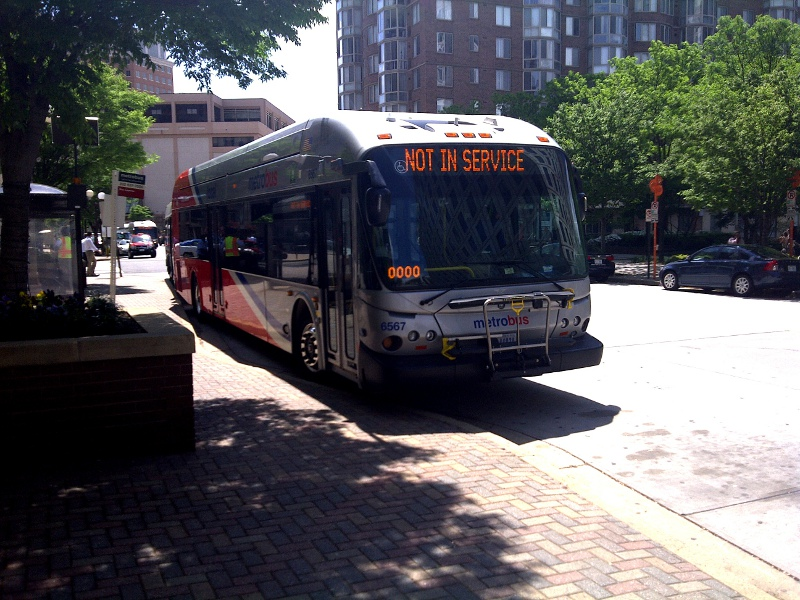
Ônibus de marca na estação de ônibus no Condado de Arlington em abril de 2011.

A frota da Metrobus é composta por 1.505 ônibus que cobrem uma área de 3.900 quilômetros quadrados em Washington, D.C., Maryland e Virgínia. Existem 269 rotas de ônibus que servem em 11.129 paradas, incluindo 2.554 abrigos de autocarros. A Metrobus realizou130,8 milhões de viagens em 2016. Em um dia útil de semana típico, oferece mais de 400.000 viagens.
A numeração dos trajetos representa a sua região de operação. Para diferir o sistema de numeração das regiões, as letras das rotas de Maryland aparecem antes do número da rota e as das rotas da Virgínia aparecem depois. 

### MetroAccess
O MetroAccess é um serviço de transportes alternativos que a WMATA fornece através de contratantes privados. Começou a operar no mês de maio de 1994 e, desde então, o número anual de passageiros cresceu de 200.000 para mais de 2,4 milhões de passageiros.
O MetroAccess funciona 365 dias por ano, fornecendo viagens partilhadas com local determiando, reservadas com de um a sete dias de antecedência. É atualmente o sexto maior serviço de transportes privado nos Estados Unidos, com uma frota de mais de 600 veículos e mais de 1.000 funcionários. O pessoal da WMATA determina a elegibilidade para utilizar o serviço em resposta a pedidos por escrito. O custo por passageiro para o MetroAccess é significativamente mais elevado do que os seus homólogos de rota fixa, e o Metro tem trabalhado para oferecer o máximo de oportunidades para encorajar e facilitar a utilização do trânsito de rota fixa pelos seus clientes com deficiência.

## Arte no trânsito
A WMATA inclui obras de arte nas estações e, por vezes, nos comboios. Trinta e nove estações incluem obras de arte. O financiamento para a arte provém de várias fontes, incluindo a cidade em que a estação está localizada, o programa de arte da WMATA, a Administração Federal de Trânsito, grupos de arte locais e algumas peças são presentes ou emprestadas.

## Financiamento
As tarifas e outras receitas financiam 57,6% das operações diárias do Metro, enquanto os governos estatais e locais financiam os restantes 42,4%. Desde o início da WMATA, o governo federal concedeu subsídios para 65% dos custos de capital do sistema. O Metrorail é invulgar entre os principais sistemas de transportes públicos por não ter uma fonte de financiamento específica. Ao invés disso, todos os anos a WMATA tem de pedir a cada jurisdição local que contribua com fundos, que são determinados por uma fórmula que considera igualmente três fatores:
- Densidade populacional, de acordo com o Censo de 2000;

- número médio de passageiros durante a semana;

- número de estações em cada jurisdição.

De acordo com esta fórmula, o Distrito de Colúmbia contribui com a maior parte do montante (37,5%), seguido do Condado de Prince George (20,8%), Condado de Montgomery (16,6%), Condado de Fairfax (13,5%) e 11,6% de todas as outras jurisdições. Ocasionalmente, uma jurisdição local concorda em subsidiar uma tarifa específica, com a jurisdição a financiar o custo do subsídio para além da sua contribuição ao abrigo da fórmula acima referida. Por exemplo, o Distrito de Columbia subsidiou as tarifas cobradas nas estações de Metrorail localizadas em bairros economicamente desfavorecidos.
O custo do Metrobus é atribuído de acordo com uma fórmula que considera o excesso de despesas em relação às receitas de rotas de autocarros específicas. É atribuído de acordo com uma fórmula diferente, que divide os custos do MetroAccess pelo número de viagens solicitadas pelos passageiros que residem em cada jurisdição.
No ano de 2004, a Brookings Institution publicou um relatório intitulado Deficits by Design, que concluiu que os graves desafios orçamentais da agência se devem, em grande parte, à sua base de receitas, considerada pela equipe de pesquisas, problemática. Mais concretamente, a Brookings concluiu que a extraordinária falta de fontes de financiamento específicas da WMATA obrigou a uma dependência excessiva do apoio anual, o que torna a agência vulnerável a crises financeiras perenes. Em consequência, os líderes políticos e empresariais da região criaram um comitê para estudar novas formas de financiar o sistema, incluindo algum tipo de imposto específico.
O Título VI da Lei de Investimento e Melhoria do Caminho-de-Ferro de Passageiros de 2008, promulgada durante o governo George W. Bush em 16 de outubro de 2008, autorizou uma subvenção de 1,5 bilhões de dólares durante um período de 10 anos para projetos de manutenção de capital do Metrorail. A subvenção estava condicionada ao estabelecimento de fontes de receitas dedicadas para o Metro pelas jurisdições do Compacto. Uma emenda ao Compacto do Metro em 19 de agosto de 2009 acrescentou a exigência de pagamentos “a partir de fontes de financiamento dedicadas” pelas jurisdições participantes do Compacto.
Em junho de 2010, o Governador da Virgínia, Bob McDonnell, ameaçou reter o financiamento da WMATA da Virgínia, a menos que a composição do conselho de administração da WMATA fosse modificada para permitir que o Governador da Virgínia nomeasse dois dos quatro assentos da Virgínia, em vez das localidades. Em 17 de junho de 2010, o Administrador Federal de Trânsito, Peter Rogoff, exigiu um compromisso formal da Virgínia no sentido de igualar a sua quota-parte dos fundos federais, para que o financiamento federal se mantivesse. Em 1 de julho de 2010, o Conselho de Administração da WMATA concordou em disponibilizar fundos correspondentes, independentemente do pedido de McDonnell para os lugares no Conselho de Administração. Com base neste acordo, os fundos federais foram reconfirmados e a WMATA pôde avançar com um contrato para a aquisição de 428 novas carruagens para o Metrorail. McDonnell voltou a insistir num lugar no Conselho de Administração em 2011 e utilizou a sua autoridade de veto modificativo para alterar o orçamento de 2010-11, exigindo que o NVTC nomeasse alguém da escolha do Governador para preencher um dos lugares do NVTC no Conselho de Administração da WMATA.
O financiamento de 57% da WMATA a partir de tarifas e outras receitas é comparável ao da Autoridade Metropolitana de Transportes da cidade de Nova Iorque, que recebe 53% do seu financiamento a partir de tarifas e portagens. A Metropolitan Atlanta Rapid Transit Authority recebe 31,8% do seu financiamento através das tarifas.
Num esforço para obter receitas, a WMATA começou a autorizar empreendimentos comerciais nas estações de Metrorail. A WMATA autorizou máquinas de venda automática de DVD e cabines de venda de bilhetes para os Old Town Trolley Tours e está à procura de outros estabelecimentos comerciais.
O orçamento preliminar da equipa da WMATA para 2011-12 apresenta um défice operacional de 89 milhões de dólares. Este défice pretende ser resolvido através de aumentos de tarifas, reduções de serviços ou aumento do financiamento por parte das jurisdições locais participantes.

## Controvérsias
Nos últimos anos, a WMATA tem recebido críticas por negligenciar a segurança tanto nos seus sistemas ferroviários como nos ônibus. Problemas incluem falhas no sistema projetado para evitar colisões de trens e escadas rolantes falhando ou quebrando durante o serviço. O Conselho Nacional de Segurança nos Transportes (NTSB) recomendou que a WMATA investisse 1 bilhão de dólares nas melhorias de segurança necessárias. Um relatório de dezembro de 2008 do Inspetor Geral da WMATA documentou que o Escritório de Segurança do Sistema e Gerenciamento de Riscos do Metro foi ignorado quando mudanças foram feitas nos procedimentos operacionais do BRT, embora a revisão e aprovação desse escritório fossem exigidas por uma questão de política.
Em 22 de junho de 2009, dois trens da BRT colidiram entre as estações de metrô Takoma e Fort Totten, matando nove pessoas. Em fevereiro de 2011, o Conselho Nacional de Segurança nos Transportes realizou uma audiência pública durante a qual testemunhas testemunharam sobre problemas com a cultura de segurança na WMATA. O relatório final do NTSB sobre o acidente comentou que "[a] falha dos engenheiros e técnicos ou gerentes da WMATA em abordar adequadamente as anomalias do circuito de via é sintomática dos problemas mais amplos de cultura de segurança dentro da organização". No documento emitido pelo NTSB sobre o acidente comentou que "[o] fracasso dos engenheiros e técnicos ou gerentes da WMATA em abordar adequadamente as anomalias do circuito de via é sintomático dos problemas maiores de cultura de segurança dentro da organização".
As preocupações com a segurança cresceram a tal ponto que a delegação do Congresso da região introduziu a "Lei Nacional de Segurança Metropolitana de 2011", que estabeleceria padrões federais de segurança para sistemas ferroviários pesados de transporte de massa. Em resposta, a WMATA está substituindo seu sistema de controle de trilhos e ordenou uma inspeção imediata de todas as suas escadas rolantes. Essa inspeção mostrou que mais de 10% das escadas rolantes tinham freios defeituosos.
A empresa também é critica pela falta de publicidade de dados. Durante o desenvolvimento do aplicativo MetroHero, de acompanhamento do tempo real de espera dos transportes, os desenvolvedores do aplicativo criticaram a empresa pela falta de coletivização de dados. Em resposta a WMATA, anunciou que a empresa começaria a oferecer um serviço semelhante ao MetroHero.

### Discriminação
No ano de 1990, Christine Townsend processou a WMATA no Tribunal Distrital Federal de Washington com base em discriminação sexual. No processo, Christine venceu, com o tribunal observando o resultado do caso Townsend v. Washington Metro. Autenticação de trânsito de área. que a explicação WMATA tinha "muitas inconsistências, irregularidades e lacunas inexplicáveis".
Ex-trabalhadores do Metrô afirmam que a WMATA ignora consistentemente candidatos ou trabalhadores não negros para emprego ou promoção. Em maio de 2015, o conselho da WMATA votou pela proibição da publicidade de defesa de direitos humanos depois que a organização de combate a islamofobia Stop Islamization of America tentou comprar anúncios em cinco estações de metrô e em vinte ônibus representando Maomé.

## Futuro
A WMATA e suas jurisdições locais desenvolveram um "Programa de Melhoria de Capital" (CAP) de seis anos no valor de 5 bilhões de dólares, que entrou em vigor em 1º de julho de 2010 e expirou em 30 de junho de 2016. No âmbito do CAP, as jurisdições locais financiarão projetos de capital (através de a venda de títulos municipais) com recursos de contrapartida fornecidos pelo governo federal. Os projetos CAP incluem a compra de novos vagões, a reabilitação de três linhas ferroviárias, a substituição de três garagens de ônibus, a implementação das recomendações de segurança do NTSB e a compra de novos equipamentos de manutenção de trilhos e a revisão de elevadores e escadas rolantes da estação BRT.
A mais nova linha do BRT ganhou a cor prata. A Fase I da Linha Prata estendeu o serviço para a área de Tysons Corner, na Virgínia, com uma extensão adicional planejada para Ashburn, Virgínia. A Fase I através de Tysons Corner até Reston (na estação Wiehle – Reston East) foi inaugurada em 26 de julho de 2014, enquanto a Fase II para Ashburn, Virgínia foi inaugurada em 15 de novembro de 2022. A Fase II inclui uma conexão com o Aeroporto Internacional de Washington Dulles.  A Linha Prata é financiada por aumentos de pedágio na Rodovia Dulles Toll, bem como por um subsídio federal de  900 milhões de dólares e um distrito tributário especial em propriedades comerciais adjacentes. Em contraste, uma proposta de nova estação Potomac Yard de 270 milhões de dólares nas Linhas Azul e Amarela ao norte de Braddock Road será financiada por um distrito tributário especial que cobrirá propriedades comerciais e talvez também propriedades residenciais. A estação foi inaugurada em 19 de maio de 2023.
Também houve especulações sobre uma extensão da Linha Verde para o norte até o Aeroporto Internacional de Baltimore-Washington Thurgood Marshall. Também se especulou em estender a Linha Verde para National Harbor ou para White Plains via Waldorf. Uma extensão de Franconia/Springfield para Fort Belvoir também é uma possibilidade devido ao processo de Realinhamento e Fechamento de Base, que realocou milhares de empregos de defesa de área em Fort Belvoir em 2012. Embora tenha havido muita discussão sobre todas essas extensões, nenhuma está em qualquer fase de planejamento oficial. Também houve planos para estender a Linha Laranja para Centerville e Bowie.
Com relação às melhorias do Metrô, o ex-gerente geral Sarles relatou: "O serviço de ônibus se beneficiará de uma nova tecnologia que integra caixa tarifária, sinalização de destino e sistemas de próximo ônibus para melhorar nossa confiabilidade e entrega de informações ao cliente. E começaremos a trabalhar em determinados corredores de ônibus prioritários que proporcionará tempos de viagem mais rápidos para os clientes de ônibus. Além disso, estou ansioso para trabalhar com o Distrito de Columbia em possíveis melhorias no serviço de transporte rápido de ônibus, como circulação no meio-fio e preferência de sinalização para tornar o serviço de ônibus ainda mais atraente, eficiente e ainda mais. poderoso antídoto para o congestionamento do tráfego".

## Operações

### Iniciativas de eficiência energética
No ano de 2013, a WMATA chegou a um acordo com a divisão de iluminação sustentável da Philips para trocar suas luminárias para lâmpadas de LEDs sem custo inicial. A WMATA e a Philips concordaram com um contrato de manutenção de dez anos através da economia de 2 milhões de dólares que os LEDs proporcionarão a cada ano.

### Centro Integrado de Comando e Comunicações
O Centro Integrado de Comando e Comunicações da WMATA, aberto em 2023, em Eisenhower East, próximo de Alexandria,  com 14 andares e apoiando 1.400 funcionários. O  Centro inclui o tecnológico do sistema, somado ao data center, operações de segurança cibernética, equipes de vídeo em ônibus e trens, comunicações e suporte administrativo.